# Bremgarten bei Bern
Bremgarten bei Bern es una comuna suiza del cantón de Berna, situada en el distrito administrativo de Berna-Mittelland. 

## Historia
Entre 1934 y 1954, se celebraron en el circuito de Bremgarten el Gran Premio de Suiza y el Gran Premio de Suiza de Motociclismo. Las motorizadas en circuito fueron prohibidas en Suiza tras un accidente en las 24 Horas de Le Mans de 1955 que provocó más de ochenta muertos.

## Geografía
Bremgarten bei Bern se encuentra situada en la meseta suiza, a orillas del río Aar que constituye su frontera natural con la ciudad de Berna. La comuna limita al sur y al este con la comuna de Berna, al norte con Zollikofen y Kirchlindach, con quien también limita al oeste.
Hasta el 31 de diciembre de 2009 situada en el distrito de Berna.

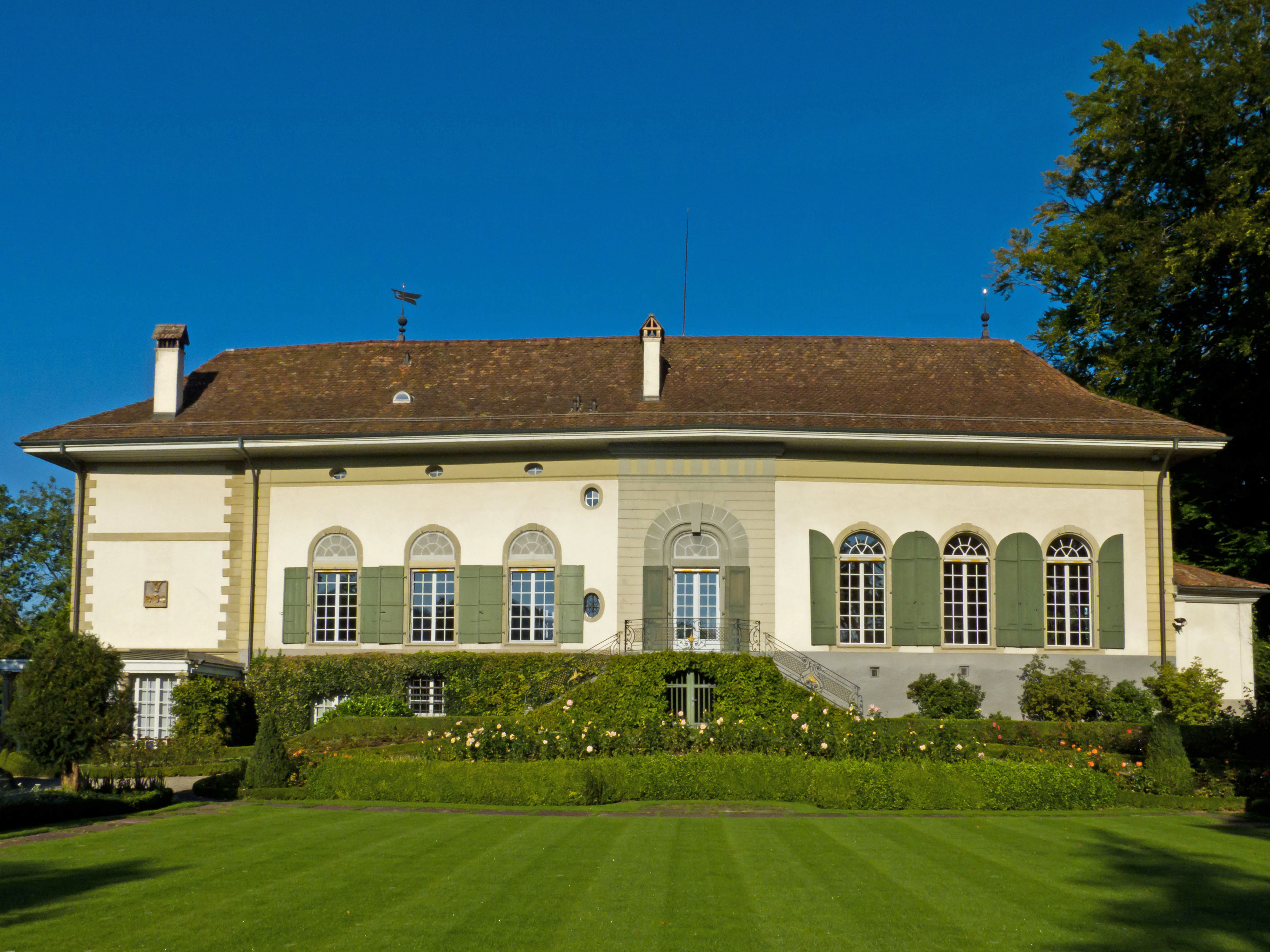
Castillo de Bremgarten.